# Carreteres de Romania

La xarxa de Carreteres Nacionals de Romania

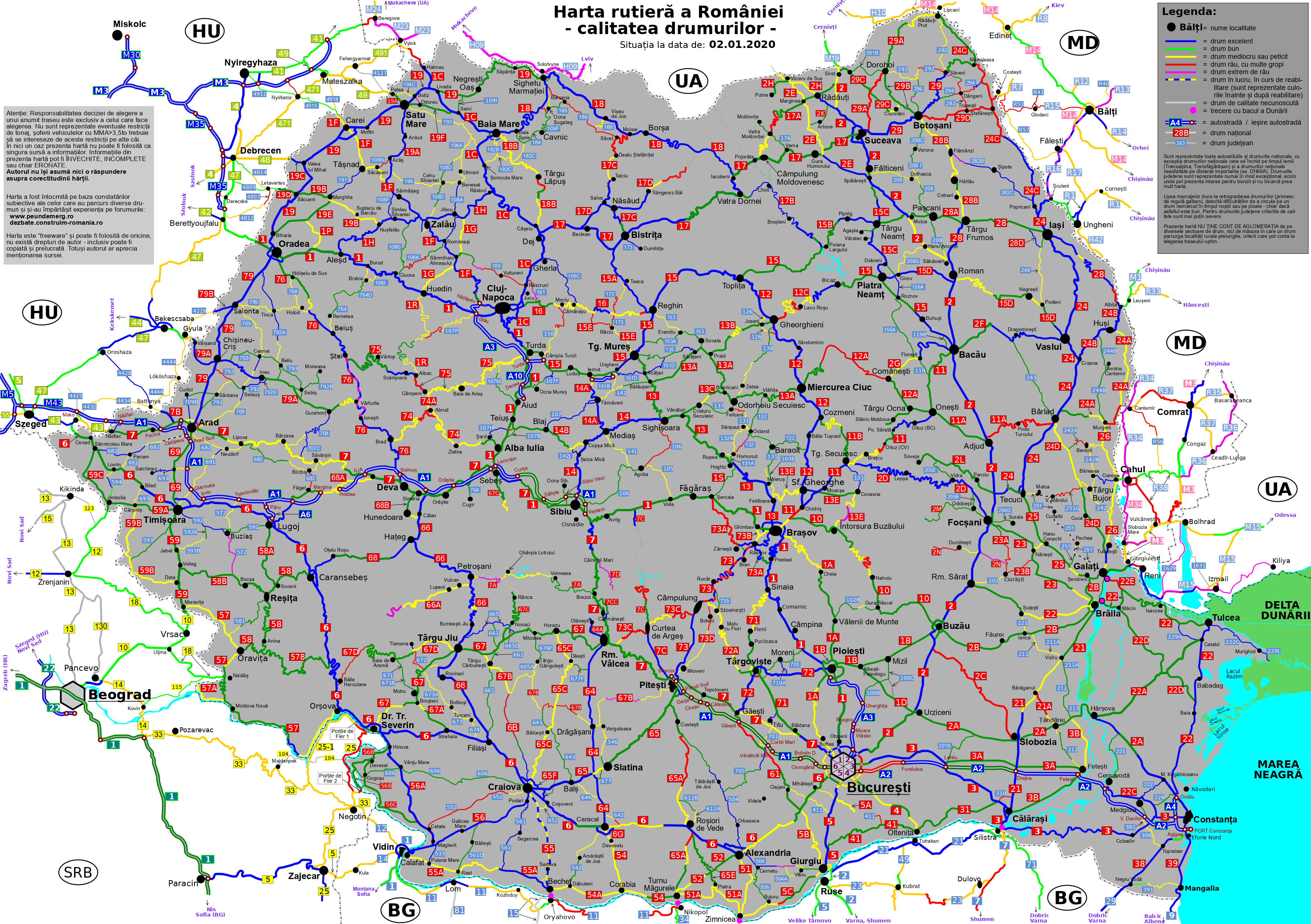
Xarxa de carreteres dins Romania segons qualitat (des del 2 gener de 2020)

Les carreteres de Romania s'ordenen segons importància i trànsit de la manera següent:
- autopistes (autostradă – pl. autostrăzi) – color: verd; designació: A seguida d'un o dos dígits
- autopistes (drum rapid o drum expres) – color: vermell; designació: DX seguit d'un o dos dígits i una lletra opcional
- carretera nacional (drum nacional – pl. drumuri nacionale) – color: vermell; designació: DN seguit d'un o dos dígits i una lletra opcional
- carretera comarcal (drum județean – pl. drumuri județene) – color: blau; designació: DJ seguit de tres dígits i una lletra opcional; números únics per comtat
- camí local (drum comunal – pl. drumuri comunale) – color: groc; DC designat seguit d'un número i una lletra opcional; números únics per comtat

Algunes de les carreteres nacionals formen part del traçat europeu. Rutes europees que passen per Romania: E58; E60; E70; E85; E79; E81; E68; E87 (Classe A); E574; E576; E581; E583; E671; E771.
A 31 de desembre de 2019, les vies públiques sumaven 86.391 km (53.680 milles): 17.873 km (20,7%) carreteres nacionals, 35.083 km (40,6%) carreteres comarcals i 33.435 km (38,7%) carreteres locals.
Des del punt de vista del tipus de coberta, l'estructura dels registres de la xarxa viària pública és: 38.166 km (44,2%) carreteres modernitzades (92,8% amb paviments asfàltics de tipus pesat/mitjà i 7,8% amb formigó), 21.365 km (24,7%) amb roba lleugera de carretera asfaltada, 17.831 km (20,6%) carreteres empedrades i 9.021 km (10,5%) camins de terra. De tots els camins de llambordes i de terra, el 73% són carreteres locals.
Pel que fa a l'estat tècnic, 13.411 km (35,1%) de carreteres modernitzades i 9.217 km (43,1%) de carreteres amb roba lleugera de carretera han superat la seva "vida útil".

## Autopistes
Desenvolupament de la longitud total (al final de):
| Curs           | 1972 | 1987 | 2000 | 2002 | 2004 | 2007 | 2008 | 2009 | 2010 | 2011 | 2012 | 2013 | 2014 | 2015 | 2016 | 2017 | 2018 | 2019 | 2020 | 2021 |
| Longitud en km | 96   | 113  | 113* | 113* | 228  | 262  | 262* | 304  | 332  | 390  | 530  | 635  | 685  | 711  | 732  | 748  | 806  | 850  | 914  | 914  |

Les autopistes s'identifiquen amb una A seguida d'un número. A desembre de 2020, Romania té 914,3 km d'autovia en circulació, amb altres 233,5 km en construcció. En els darrers anys s'ha desenvolupat un pla director de la xarxa nacional d'autopistes i s'han començat moltes obres arreu del país, que suposaran canvis significatius el 2015, i finalment el 2022.
Hi ha pocs peatges per utilitzar les carreteres a Romania. N'hi ha un al pont Giurgeni - Vadu Oii sobre el riu Danubi a l'autopista DN2A a Vadu Oii i un al pont Cernavodă, a l'autopista A2, a 17 Tram de quilòmetre entre Fetești i Cernavodă que consta de dos ponts de carretera/ferrocarril. No obstant això, tot propietari d'un cotxe que utilitzi una autopista (A) o una carretera nacional (DN) a Romania ha d'adquirir una vinyeta (rovinietă) a qualsevol de les principals benzineres o a qualsevol oficina de correus del país.
Vies ràpides previstes segons la CNADNR (Companyia Nacional Romanesa d'Autopistes i Carreteres Nacionals):
| Autopista | Nom             | Ruta                                                                              | Longitud (km) / en ús (km) | Observacions                                                          |
| --------- | --------------- | --------------------------------------------------------------------------------- | -------------------------- | --------------------------------------------------------------------- |
| DX1       | Valahia Expres  | Găești – Târgoviște – Ploiești                                                    | 74/0                       | connectarà A1 amb A3                                                  |
| DX2       | Danubius Expres | Lugoj – Drobeta-Turnu Severin – Craiova – Caracal – Alexandria – Bucarest         | 246/0                      | connectarà A6 a A12 i després a A0                                    |
| DX3       | Brașovia Expres | Brașov – Pitești                                                                  | 65/0                       | connectarà A3 amb A1                                                  |
| DX4       | Somes Expres    | Turda – Cluj-Napoca – Gherla – Dej – Baia Mare – Halmeu pas fronterer amb Ucraïna | 320/0                      | connectarà l' A3 amb Ucraïna                                          |
| DX4A      | Somes Expres    | Dej – Bistrița                                                                    | 56/0                       | connectarà DX4 amb Bistrița                                           |
| DX4B      | Somes Expres    | Ardusat (sortida DX4) – Baia Mare                                                 | 10/0                       | connectarà la DX4 amb Baia Mare                                       |
| DX4C      | Somes Expres    | Livada (sortida DX4) – Satu Mare – Pas fronterer de Petea amb Hongria             | 140/0                      | connectarà DX4 amb Hongria                                            |
| DX5A      | Moldavia Expres | Bacău – Piatra Neamț                                                              | 53/0                       | connectarà l'A7 amb Piatra Neamț                                      |
| DX6       | Milcovia Expres | Brăila – Focșani                                                                  | 108/0                      | connectarà DX5 a DX7, després a DX8 i després a República de Moldàvia |
| DX7       | Muntenia Expres | Buzău – Brăila                                                                    | 98/0                       | connectarà DX5 a DX6                                                  |
| DX8       | Dobrogea Expres | Constanța – Tulcea – Brăila                                                       | 186/0                      | connectarà A4 a DX6                                                   |
| DEx12     | Oltenia Expres  | Craiova – Slatina – Pitești                                                       | 121/0                      | connectarà A1 a DX2                                                   |

## Rutes europees
La longitud total de les rutes europees a Romania a finals de 2019 és de 6.176 km (3837,5 mi).

## Carreteres nacionals

Xarxa de carreteres nacionals

La longitud total (incloses les rutes europees i les carreteres) de les carreteres nacionals el 2019 és de 17.873 km (11105,77 mi), un augment de 17.272 km (10.732 mi) el 2015. La majoria de les carreteres nacionals (DN) són d'autovia única, amb només un 12,5% d'autovia. Un problema important és que moltes carreteres nacionals (drumuri nacionale) no tenen carreteres de circumval·lació al voltant de ciutats i pobles, cosa que pertorba el flux del trànsit (és a dir, dificultant les condicions del trànsit).
El 2019 16.088 km (9.996 mi) de carreteres nacionals són carreteres de formigó asfàltic de tipus pesat/mitjà, 880 km (546,8 mi) carreteres de formigó i 720 km (447 mi) de "roba" de carretera asfaltada lleugera. 54,7% de les carreteres pesades/mitjanes i el 79,4% de les carreteres lleugeres d'asfalt han superat la seva "vida útil" i necessiten algun tipus de reparació o substitució.
Set carreteres nacionals d'un dígit comencen a Bucarest en un patró radial.

## Carreteres comarcals i locals
L'any 2009, un total de 35.048 quilòmetres (21.778 mi) de carreteres comarcals (de les quals 24.100 km asfaltats i 10.948 km camins de grava) i 30.162 quilometres (18.742 mi) de carreteres locals (de les quals 6.043 km asfaltats i 24.119 km de camins de grava) existien a Romania.
A finals de 2019 n'hi ha 35.083 km (21.799 mi) de carreteres comarcals i 33.435 km (20.775 mi) de carreteres locals.

### Carreteres comarcals
Dels 35.083 km: 13.810 km (39,4%) són carreteres de formigó asfàltic de tipus pesat/mitjà, 13.227 km (37,7%) carretera asfaltada lleugera "roba", 956 km (2,7%) camins de formigó, 5.310 km (15%) carreteres empedrades i 1.706 km (4,8%) camins de terra. Pel que fa a l'estat tècnic, el 23% de les carreteres de formigó asfàltic de tipus pesat/mitjà i el 48% de les vies d'asfalt lleuger han superat la seva "vida útil" i necessiten alguna forma de reparació o substitució.

### Carreteres locals
Dels 33.435 km: 7.418 km (22,1%) són "roba" de carretera asfaltada lleugera, 5.506 km (16,5%) carreteres de formigó asfàltic de tipus pesat/mitjà, 810 km (2,4%) camins de formigó, 12.377 km (37%) carreteres empedrades i 7.305 km (21,8%) camins de terra. Pel que fa a l'estat tècnic, el 31% de les carreteres asfaltades lleugeres i el 10% de les carreteres de formigó asfàltic de tipus pesat/mitjà han superat la seva "vida útil" i necessiten algun tipus de reparació o substitució.